# Miro Vuco
Miro Vuco (Vojnić Sinjski, 15. rujna 1941.),  hrvatski je akademski kipar. Profesor je kiparstva na Akademiji likovnih umjetnosti u Zagrebu.

## Životopis
Rođen je 1941. u Vojniću kraj Sinja. Studirao je u Zagrebu na Akademiji likovnih umjetnosti. Na istoj je Akademiji završio poslijediplomski studij 1969. godine. Poslije toga je surađivao u Majstorskoj radionici Antuna Augustinčića. Bio je jednim od umjetnika koji su 1970. osnovali likovnu grupu Biafra.
Autor je spomenika Tinu Ujeviću u Zagrebu, Anti Starčeviću u Osijeku, Bademe Sokolović u Zagrebu, Piete u Sinju i dr.
Izlagao je na samostalnim i skupnim izložbama. Dobitnik je nagrade na 3. salonu mladih u Zagrebu, 9. zagrebačkog salona te nagrade SKOJ-a. 